# 20469 Дадлімур
20469 Дадлімур (20469 Dudleymoore) — астероїд головного поясу, відкритий 13 липня 1999 року.
Тіссеранів параметр щодо Юпітера — 3,290.